# Sindarščina
Sindarščina (izvirno angleško sindarin) je umetni jezik angleškega pisatelja in jezikoslovca J.R.R. Tolkiena.